# Upplands runinskrifter 487
Upplands runinskrifter 487 är ett nu försvunnet vikingatida runstensfragment som funnits i Morby, Mora äng, Lagga socken och Knivsta kommun. Det är en så kallad nonsensinskrift. Runstensfragmentet har varit förkommet sedan slutet av 1600-talet.

## Inskriften
Translitterering av runraden:
[iþþiþiinstimli...ili · ininistitkm]
Normalisering till runsvenska:
... ...
Översättning till nusvenska:
... ...
Inskriften på stenen saknar språkligt innehåll. Den innehåller upprepningar av vissa runor.